# TED Prize
TED Prize — международная премия, присуждаемая за креативную и смелую идею, которая может изменить мир. Учреждена фондом TED в 2005 году. Размер награды - 1 млн долларов США (с 2013 года), ранее 100 тысяч долларов    . Также победители получают скульптуру и право на выступление, объясняющее идею.